# Academia pro Interlingua
L'Academia pro Interlingua est une société savante de la première moitié du XXe siècle destinée à la promotion des langues auxiliaires internationales, en particulier le latino sine flexione de Giuseppe Peano.

## Histoire
L'Academia pro Interlingua est un rejeton de l'Académie internationale du volapük (Kadem bevünetik volapüka), créée lors d'un congrès de volapük à Munich en août 1887 dans le but de promouvoir cette langue. Sous l'impulsion de Waldemar Rosenberger, devenu directeur en 1892, le groupe transforme le volapük en une nouvelle langue, l'idiom neutral, et change son nom en Akademi Internasional de Lingu Universal en 1898.
Après deux décennies de promotion de l'idiom neutral, l'Akademi décide une nouvelle fois d'adouber un autre projet, à savoir le latino sine flexione, ou interlingua, de Giuseppe Peano. Celui-ci en est élu directeur en 1908, et le groupe est rebaptisé Academia pro Interlingua. Sa principale activité sera de publier pendant de nombreuses années plusieurs revues, dont les Discussiones et Schola Et Vita.

## Membres notables
- Federico Amodeo (1859-1946), mathématicien italien[3] ;
- Tadeusz Banachiewicz (1882-1954), astronome polonais[4] ;
- Tommaso Boggio (1877-1963), mathématicien italien[3] ;
- Agostino Borio (it) (1873-1961), mathématicien italien[3] ;
- Cesare Burali-Forti (1861-1931), mathématicien italien[3] ;
- Ugo Cassina (1897-1964), mathématicien italien[5] ;
- Thomas Common (en) (1850-1919), traducteur britannique[3] ;
- Alfonso Del Re (it) (1859-1921), mathématicien italien[6] ;
- Pasquale D'Ercole (it) (1831-1917), philosophe italien[6] ;
- Samuel Dickstein (1851-1939), mathématicien polonais[7] ;
- Eugenio d'Ors (1881-1954), écrivain catalan[6] ;
- Federigo Enriques (1871-1946), mathématicien italien[8] ;
- Francesco Gerbaldi (1858-1934), mathématicien italien[6] ;
- Mario Gliozzi (it) (1899-1977), historien des sciences italien[9] ;
- Luigi Gramegna (it) (1946-1928), écrivain italien[6] ;
- Albert Léon Guérard (1880-1959), historien et universitaire franco-américain[6] ;
- Otto Jespersen (1860-1943), linguiste danois[10] ;
- Philip Jourdain (1879-1919), logicien britannique[6] ;
- Tullio Levi-Civita (1873-1941), mathématicien italien[6] ;
- Alexander Macfarlane (1851-1913), mathématicien et physicien britannique[6] ;
- Paul Mansion (1844-1919), mathématicien et historien des sciences belge[6] ;
- Jules Meysmans (1870-1943), linguiste belge[11] ;
- Alfred Michaux (1859-1937), avocat et espérantiste français[12] ;
- Alice Vanderbilt Morris (1874-1950), mécène américaine et cofondatrice de l'IALA[13] ;
- Wilhelm Ostwald (1853-1932), chimiste allemand[14] ;
- Alessandro Padoa (1868-1937), mathématicien italien[8] ;
- Sylvia Pankhurst (1882-1960), artiste, écrivaine et militante féministe britannique[9] ;
- Mario Pieri (1860-1913), mathématicien italien[11] ;
- Hippolyte Sebert (1839-1930), général et espérantiste français[15] ;
- Denis Silagi (1912-2007), interlinguiste hongrois[10] ;
- Stanislav Škrabec (sl) (1844-1918), moine franciscain et linguiste slovène[15] ;
- David Eugene Smith (1860-1944), mathématicien américain[10] ;
- Francesco Giacomo Tricomi (1897-1978), mathématicien italien[16] ;
- Giovanni Vacca (1872-1953), mathématicien, historien et sinologue italien[8] ;
- Giuliano Vanghetti (it) (1861-1940), médecin italien[15].